# Bruno Meyer
Bruno Meyer, född 13 november 1914, död 1974, var en tysk militärpilot under andra världskriget.

## Biografi
Meyer var störtbombar- och attackpilot i Luftwaffe under andra världskriget och uppnådde tjänstegraden major. Han var även ett flygaräss (på tyska Experten), det vill säga han sköt ner minst fem fiendeflygplan. Meyer belönades med Riddarkorset av Järnkorset den 21 augusti 1941. Efter Hans-Ulrich Rudel var han den mest framgångsrika Stuka-piloten i Tyskland.
Meyers föräldrar var missionärer och han föddes 1914 på Haiti. Efter att ha återvänt till Tyskland för studier gick han 1933 med i Nationalsocialistiska tyska arbetarepartiet NSDAP. Efter att ha utbildats på segelflyg blev Meyer 1938 pilot på Stukaplan och deltog under kriget på alla fronter.
Han flög företrädesvis olika varianter av Junkers Ju 87, senare Henschel Hs 129 B-2, och förstörde själv på en och samma dag under slaget vid Kursk 25 sovjetiska stridsvagnar. Han var stationerad vid Lehrgeschwader 2 på östfronten och i januari 1945 i Aalborg-West
Efter kriget utbildade sig Meyer till helikopterpilot.